# Fens

La posición de los Fens en Inglaterra oriental.

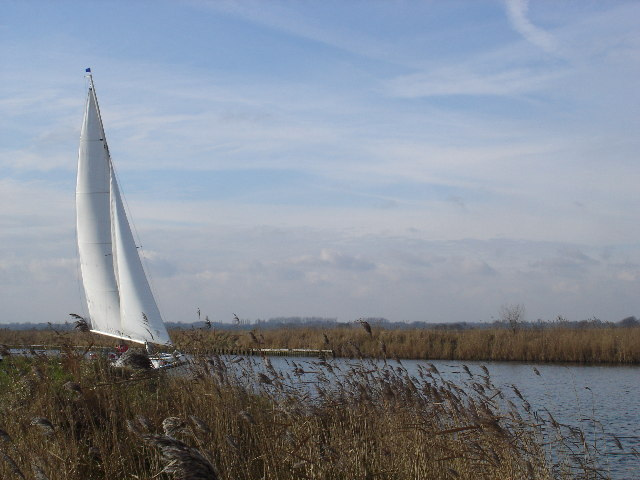
Navegando por los Fens.

Los Fens, llamados en inglés The Fens y the Fenland(s), son una región natural de marismas en la Inglaterra oriental. La mayor parte de los fens fueron drenados hace varios siglos, lo que dio como resultado una región agrícola hundida, plana y húmeda. Se llama así porque "fen" es una palabra genérica para referirse localmente a zonas de marismas.
Queda principalmente alrededor de la costa de The Wash, en dos regiones: Este de Inglaterra y los Midlands del Este. En total se extiende por una superficie de casi 3.900 km².
La mayor parte del Fenland queda dentro de unos pocos metros del nivel del mar. Lo mismo que ocurre con zonas parecidas en los Países Bajos, gran parte del Fenland originariamente eran humedales de agua dulce o salobre que han sido artificialmente drenadas y continúan siendo protegidas de inundaciones por bancos y bombas de drenaje. Con el apoyo de este sistema de drenaje, el Fenland se ha convertido en una región agrícola arable principal en Gran Bretaña para cereales y hortalizas. Los Fens son particularmente fértiles, conteniendo alrededor de la mitad de la tierra agrícola grado 1 de Inglaterra.